# 토마스 테일러

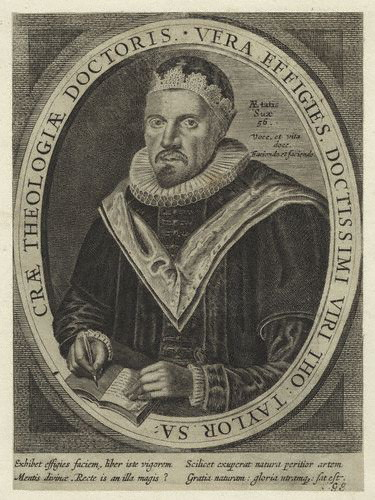
토마스 테일러

토마스 테일러 (Thomas Taylor; 1576년 - 1632년 ) 잉글랜드의 성직자이며 청교도, 칼뱅주의자이다.  반가톨릭주의자이면서 분리주의자들을 공격하였다.  

## 생애
그는 리치몬드 요크셔에서 출생하였다. 그의 부친은 청교도들과 영국 북부의 무명의 목사들에게 친절을 베푼것으로 유명하였다.  1628년에는 크라이스츠 칼리지 (케임브리지 대학교)에서 박사학위를 받았다.  그의 작품 중에서 디도서 주석이 가장 유명하다.